# Голубой понедельник
«Голубой понедельник» (варианты перевода на русский: «Грустный понедельник», «Блюзовый понедельник»; англ. Blue Monday, «135th Street») — опера Джорджа Гершвина, написанная в 1922 году. «Голубой понедельник» — подлинное название одноактной «джазовой оперы» Гершвина, позже переименованной в «135-ю улицу». Английское либретто написал Бадди Де Сильва. Продолжительность звучания оперы — между двадцатью и тридцатью минутами. «Голубой Понедельник» служит проектом многих более поздних работ Джорджа Гершвина. Считается, что она является «первой частью симфонического джаза», который был первой значительной попыткой соединить формы классической музыки и оперу с американской популярной музыкой, джазом и афроамериканской культурой Гарлема.

## Персонажи
- Джо, игрок, тенор
- Вай, его возлюбленная, лирическое сопрано
- Том, артист кафе и певец, баритон
- Майк, владелец кафе и менеджер, бас
- Сэм, рабочий кафе и хранитель, баритон
- Душистый горошек, пианистка кафе
- Хор
- Гости

Как в более поздней опере Гершвина «Порги и Бесс», все персонажи — афроамериканцы. В отличие от «Порги и Бесс», в опере «Голубой понедельник» роли негров исполнили белые певцы.

## Сюжет
Место: подвальное кафе около перекрестка 135-й улицы и Ленокс-Авеню в Гарлеме, Нью-Йорк.
Время: век Джаза, на часах около 21:30.
Оперу открывает краткая увертюра. Далее начинается Пролог: игрок Джо появляется перед занавесом, так же как Тонио в опере «Паяцы». Джо говорит аудитории, что «чёрная Гарлемская трагедия, созданная в оперном стиле» обращает внимание на основные человеческие эмоции, такие как любовь, ненависть, страсть и ревность. Мораль истории в трагическом исходе, когда подводит интуиция женщины (Джо: «Дамы и господа!»).
Занавес поднимается. В кафе с баром, игральным залом и танцполом Майк, владелец кафе, ругает своего рабочего Сэма за лень и приказывает, чтобы тот занялся работой. Подметая пол, Сэм негодует на голубой понедельник, потому что он всегда проигрывает при азартной игре в кости, и это день, когда люди умирают. Сэм приходит к заключению, что бесполезно работать по понедельникам (Сэм: «Блюз голубого понедельника»). Появляется пианистка Душистый горошек. Она играет некоторое время, пока высокомерный певец Том не входит, сбивая её. Том утверждает, что единственной причиной успеха кафе является её пение. Возлюбленная Джо — Вай — входит, спрашивая, видел ли кто-либо Джо, с которым у неё свидание (Вай: «Кто-либо видел Моего Джо?»).
Когда Майк идет в подсобку, чтобы спросить, видел ли кто-либо Джо, Том пытается обольстить и добиться Вай. Том говорит, что любит её и спрашивает, что она нашла в игроке Джо. Вай сердито возражает, что, даже если Джо играет в азартные игры, он человек уникальный. Том продолжает убеждать Вай оставить Джо и пытается поцеловать её. Вай угрожает Тому револьвером, данным ей Джо. Майк возвращается с новостями, что никто не видел Джо. Вай уходит. Майк снова обращается к Сэму и ругает его за то, что тот ленив. Поскольку Сэм снова подметает пол, он вновь поет песню про голубой понедельник (Сэм: «Понедельник день, что все земля дрожит»). Сэм предрекает событие, которое произойдет. Он заявляет что «понедельник день, полный печальных, печальных новостей/… Именно тогда девочка нажмет на курок, / девочка нажмет на курок».
Джо входит в кафе, а Том прячется за фортепиано и подслушивает разговор Джо с Майком. В этом разговоре Майк говорит Джо, что Вай искала его. Джо сообщает, что выиграл крупную сумму денег в игре и собирается использовать деньги для поездки на юг следующим утром, чтобы навестить мать, которую он не видел много лет. Недавно Джо послал матери телеграмму (Джо: «Я скажу миру, что сделал»). Он не может сказать Вай о своем отъезде, потому что она будет ревновать и сердиться. Джо жаждет видеть свою мать и хочет вернуться домой (Джо: «Я собираюсь навестить маму»).
Джо идет наверх, чтобы встретить Вай. К ночи медленно прибывают гости и клиенты. После танца Вай говорит Джо, что любит его и хочет, чтобы Джо остался ей верным (Вай: «Я люблю только Вас, мой Джо, мой Джо»). Джо уезжает, чтобы дождаться телеграммы от матери. Том говорит Вай, что подслушал разговор Джо и это телеграмма не от матери, а от другой женщины. Вай первоначально отказывается верить ему. Когда Душистый горошек прибывает с телеграммой, Вай обвиняет Джо в неверности и требует телеграмму. Джо упрекает её и отодвигает. Когда он открывает конверт, Вай стреляет в Джо из револьвера. После этого она читает письмо, в котором говорится, что мать Джо мертва уже три года, и поэтому нет необходимости ехать. Вай осознает свой поступок. Она опускается на пол и просит у Джо прощения, которое она получает. Умирая, Джо поет, что собирается видеть свою мать на небесах (Джо: «Я Собираюсь Видеть Свою Мать»).

## История создания, премьера и дальнейшая жизнь оперы
К 1922 импровизаторский и мелодический талант Джорджа Гершвина, в прошлом — сочинителя песен в одном из нотных издательств Тин Пэн Элли — позволил ему стать автором номеров к трем Бродвейским шоу и затем полностью написать музыку к четвертому (хотя предыдущие шоу были ревю, у Гершвина не было драматического опыта). Две успешные работы Гершвина появились в 1920 и 1921 во время популярного ежегодного ревю «Скандалы Джорджа Уайта». Пол Уайтман, музыкальный директор и дирижер «Скандалов» в 1922 году (с его Оркестром в яме) нанял Гершвина, ранее работавшего с ним, когда оркестр Пола Уайтмана сделал запись песни «South Sea Island» в 1921.
Гершвин с писателем Бадди Де Сильва первоначально задумали написать «джазовую оперу» в Гарлеме, основанную на языке веристской оперы «Паяцы» в начале 1920-х. Уайтман, прославленный экспериментами в различных музыкальных и драматических жанрах, убедил Джорджа Уайта включить его в «Скандалы» 1922 года. Первоначально Уайт восхитился идеей черной «оперы» во многом благодаря недавнему бродвейскому успеху «Shuffle Along» — шоу с творческими группами черных «Noble Sissle» и «Eubie Blake».
Уайту казалось, что по аналогии с «Shuffle Along» новая версия его ревю будет более прибыльной за счет этого афроамериканского колорита.
Однако, принимая решение, Уайт понял, что получившаяся тридцатиминутная оперная трагедия, или «один акт водевиля», как назвал это Гершвин, нарушит последовательность ревю. Он изменил замысел, прежде чем Гершвин и Де Сильва начали работу.
Однако композитор и поэт продолжали заниматься оставшейся частью ревю, куда вошла песня позже известная как «Я построю лестницу в рай».
За три недели до открытия шоу, Уайт понял, что нужна более длинная программа и разрешил включить ещё ненаписанную оперу. Гершвин и Де Сильва написали её за пять дней и пять ночей. Вскоре после завершения, её оркестровал Уилл Водери, очень талантливый, но относительно неизвестный афроамериканский композитор.
Премьера «Голубого понедельника» имела четыре пробных постановки в Нью-Хейвене (штат Коннектикут). Она была принята очень тепло и с энтузиазмом. Гершвин позже написал, что он называл её «тошнота композитора», из-за болезни, порожденной нервозностью на этой премьере, сопровождающей его в оставшейся жизни. Через несколько дней опера была поставлена (единственный раз) на Бродвее в Globe Theatre 28 августа 1922. Опера не получила большого признания из-за трагического окончания и была снята после премьеры.
Некоторые критики рассмотрели эту работу как худшую, несоответствующую «Скандалам». Чарльз Дарнтон в «New York World» назвал её «самым мрачным, глупым, и невероятным показом чернокожих, который когда-либо совершался. В нем темнокожая сопрано наконец убила играющего на деньги человека. Она должна была расстрелять всех своих сообщников в момент их появления, а затем повернуть пистолет на себя». Согласно профессору Рид-университета Дэвиду Шиффу: «С появлением черных мюзиклов, наподобие „Shuffle Along“ и появление черных звезд, таких как Поль Робсон и Этель Уотерс в традиции менестрельных шоу, где белые артисты раскрашивали лица под черных как Эл Джолсон и Эдди Кэнтор, стало настоящим позором по мнению некоторых критиков».
Однако «Другой критик… сказал, что это был сюжет подлинной американской жизни, показанной Гершвином». Ещё один написал, что «этой опере будут подражать через сто лет». Третий критик заметил, что «здесь наконец, по-настоящему человеческий сюжет из американской жизни, положенной на музыку в американском духе, используя джаз, блюз, и прежде всего, новый и свободный речитатив рэгтайма. В нем мы видим проблеск нового американского музыкального искусства». Много биографов и музыковедов оценивают эту оперу как предвосхищение оперы «Порги и Бесс», которая будет создана Гершвином через тринадцать лет.
Опера «Голубой понедельник» была одной из незрелых работ Гершвина, и не имеет музыкально-драматургической изысканности, как в более позднем сочинении «Порги и Бесс». Но джазовый дирижер Пол Уайтмен, который исполнял партитуру «Голубого Понедельника» в 1922, был так впечатлен произведением, что попросил Гершвина написать концертное симфоническое джазовое произведение. В результате получилась «Рапсодия в стиле блюз», ставшая самым известным произведением Гершвина.
Искусствовед Джеффри Джеймс утверждает, что «Голубой понедельник» является «генезисом Рапсодии», и «недостающим звеном эволюции Гершвина к „Голубой рапсодии“», а также основой его прелюдий, Концерта для фортепиано с оркестром и «Порги и Бесс».
После катастрофического провала на Бродвее опера «Голубой понедельник» была переименована в «135-ю улицу». Повторно оркестрованная Ferde Grofé в 1925 была поставлена в виде концертного исполнения в Карнеги-Холл 29 декабря под руководством Пола Уайтмена. Партитура Grofe существует в архивах библиотеки Оскара и Хаммерстейна в Линкольн-центре, часть в Нью-Йоркской публичной библиотеке под названием «Голубой Понедельник» («135-я улица»). Смелым шагом для телевидения 1950-х было представление оперы в 1953 году как часть известного альманаха «Omnibus» под заголовком «135-я улица». В этой постановке выступали темнокожие певцы. «Голубой понедельник» иногда, хотя и редко, ставится в США и за его пределами. В том числе в 1970 в Нью-Йорке, в Аделаиде (Австралия), Ливорно (Италия), Арлингтоне (Вирджиния) и Линце (Австрия). В 1993 была издана вокальная партитура в новой оркестровке Джорджа Бэссмена. В этом же году была записана и выпущена версия на CD.
Сокращенная версия «Голубого понедельника» в исполнении негров была включена в 1945 году в биографический фильм о Гершвине «Рапсодия в стиле блюз». Сюжет фильма вымышленный, но в нём правдиво воссоздается работа над произведением. Руководитель оркестра Пол Уайтман появляется в фильме в своей настоящей роли.

## Публикация
22 сентября 2013 года, было объявлено, что будет опубликована полная версия оркестровой партитуры (с оригинальной оркестровкой Уилла Водери). Семья Гершвина, совместно с Библиотекой конгресса США и Университетом штата Мичиган, работают, чтобы сделать партитуру общедоступной и представить истинное намерение Гершвина.
В настоящее время планируется выпустить четыре варианта партитуры «Голубого Понедельника». Проект может занять от 30 до 40 лет. Четвертое издание выйдет не раньше 2030 года.